# Campanula pinatzii
Campanula pinatzii là loài thực vật có hoa trong họ Hoa chuông. Loài này được Greuter & Phitos mô tả khoa học đầu tiên năm 1967.